# (1035) Amata
(1035) Amata es un asteroide que forma parte del cinturón de asteroides y fue descubierto el 29 de septiembre de 1924 por Karl Wilhelm Reinmuth desde el observatorio de Heidelberg-Königstuhl, Alemania.

## Designación y nombre
Amata fue designado al principio como 1924 SW.
Más adelante se nombró por Amata, un personaje de las leyendas romanas.

## Características orbitales
Amata está situado a una distancia media de 3,146 ua del Sol, pudiendo acercarse hasta 2,531 ua y alejarse hasta 3,76 ua. Tiene una inclinación orbital de 18,03° y una excentricidad de 0,1953. Emplea 2038 días en completar una órbita alrededor del Sol.